# Хакерська атака на сервери Sony Pictures Entertainment
Хакерська атака на сервери Sony Pictures Entertainment сталася 24 листопада 2014. Зловмисники викрали особисті дані співробітників SPE та членів їх сімей, вміст внутрішньої електронної пошти, інформацію про заробітну плату, копії невиданих фільмів Sony та іншу інформацію.
Викрадені матеріали опублікувала група хакерів «Guardians of Peace» («GOP»). Пізніше в Інтернеті опубліковано особисте листування керівництва компанії про Дженніфер Лоуренс, Бреда Пітта, Джорджа Клуні, матеріали фільму «Зоряні війни: Пробудження Сили», сценарій майбутнього фільму про Джеймса Бонда «007 Спектр», а також кадри зі сцени смерті Кім Чен Іна зі стрічки «Інтерв'ю».
Спецслужби США звинуватили уряд Північної Кореї в організації цієї кібератаки. Керівництво Північної Кореї всі звинувачення заперечує. Особистості хакерів невідомі, як і наявність спільників всередині Sony Pictures, які могли надати доступ або інформацію про комп'ютерної мережі компанії.
Хоча мотиви злому досі не виявлені, його пов'язали із запланованим виходом художнього фільму «Інтерв'ю», в якому показана спроба замаху на лідера Північної Кореї Кім Чен Ина. Від хакерів надійшли погрози здійснення терактів, якщо фільм вийде на екрани. Представники Sony заявили про скасування виходу фільму. Рішення компанії прокоментував навіть президент Обама, зауваживши, що «Sony зробила помилку». Зрештою Sony Pictures повідомила про вихід стрічки в обмежений прокат у незалежних кінотеатрах 25 грудня 2014 року.